# Gare de Hatanodai
La gare de Hatanodai (旗の台駅, Hatanodai-eki) est une gare ferroviaire de la ville de Tokyo au Japon. Elle est située dans l'arrondissement de Shinagawa. La gare est gérée par la compagnie Tōkyū.

## Situation ferroviaire
La gare de Jiyūgaoka est située au point kilométrique (PK) 3,1 de la ligne Tōkyū Ikegami et au PK 3,2 de la ligne Tōkyū Ōimachi.

## Histoire
La gare a été inaugurée le 6 juillet 1927.

## Services aux voyageurs

### Accès et accueil
La gare dispose d'un bâtiment voyageurs, avec guichets, ouvert tous les jours.

### Desserte
- Ligne Ikegami :
  - voie 1 : direction Kamata
  - voie 2 : direction Gotanda
- Ligne Ōimachi :
  - voies 3 et 4 : direction Mizonokuchi
  - voies 5 et 6 : direction Ōimachi